# Tomaž Kozlevčar
Né le 8 décembre 1956, Tomaž Kozlevčar est un pianiste, un compositeur, un chef d'orchestre et un chanteur slovène. Depuis 2001, il dirige la chorale des Perpetuum Jazzile avec son fils Nino Kozlevčar. Cette chorale a un grand succès. Tomaž Kozlevčar dirige également le groupe vocal Pinocchio (Vokalna skupina Pinocchio). Il s'est engagé au sein de huit groupes différents. 